# Help (альбом Thee Oh Sees)
Help — восьмой студийный альбом американской рок-группы Osees. Он был выпущен 28 апреля 2009 года лейблом In the Red Records. Это был второй альбом группы, выпущенный под названием Thee Oh Sees.

## Отзывы
| Совокупная оценка    | Совокупная оценка |
| Источник             | Оценка            |
| -------------------- | ----------------- |
| Metacritic           | 81/100            |
| Оценки критиков      |                   |
| Источник             | Оценка            |
| AllMusic             | [ 2 ]             |
| The Austin Chronicle | [ 3 ]             |
| Mojo                 | [ 4 ]             |
| Pitchfork            | 8.0/10            |
| Tiny Mix Tapes       | [ 6 ]             |
| Uncut                | [ 7 ]             |

Альбом получил в целом положительные отзывы от музыкальных критиков.
Марк Деминг написал в AllMusic, что «…на Help, втором полноформатном альбоме гаражных психоделических мародёров Джона Дуайера, группа определённо научилась находить порядок в хаосе, чего ей не удалось добиться на дебютном альбоме 2008 года The Master’s Bedroom Is Worth Spending a Night In. Основной подход на Help не особо отличается от подхода на первом альбоме Thee Oh Sees — гитары густые, звенящие, пропитанные реверберацией и дисторшеном, ритм-секция бьёт просто, но неумолимо, массовый вокал приближается к винтажным калифорнийским гармониям посреди трипа на грязном кислоте, а песни берут традиционные гаражные рок-изменения и немного изгибают их, пока продюсеры не пропускают их через достаточное количество низкобюджетных студийных трюков, пока они не становятся похожими на кошмар в стиле пейсли, сочащийся из ваших динамиков. Тем не менее, хотя большинство мелодий на Help звучат так же целенаправленно испорченными, как и раньше, здесь они немного более аккуратные и прямые, а более прочная структура делает положительное впечатление. Точно так же исполнение здесь звучит более единообразно и менее хаотично, как будто все следуют одной и той же концепции, которая, для разнообразия, скрывается за горизонтом, а ярость гитары Дуайера мощна и с впечатляющей силой вписывается в грохот баса и барабанов. И хотя полномасштабные атаки на реальность, такие как „Enemy Destruct“ и „Soda St. #1“, являются нормой для Help, в „Go Meet the Seed“ и „Can You See?“ достаточно попсовых мотивов, чтобы подтвердить, что эти ребята видели действительно красивые цвета во время создания этого альбома и имеют в своём репертуаре множество трюков, чтобы их выразить. Вы, возможно, не доверяете Thee Oh Sees, чтобы они отвезли вас домой после концерта, но если вы ищете серьёзный бурный рейв, Help определённо вам подойдёт».

## Список композиций
| №   | Название                       | Длительность |
| --- | ------------------------------ | ------------ |
| 1.  | «Enemy Destruct»               | 3:19         |
| 2.  | «Ruby Go Home»                 | 4:21         |
| 3.  | «Meat Step Lively»             | 2:48         |
| 4.  | «A Flag in the Court»          | 2:02         |
| 5.  | «The Turn Around»              | 1:03         |
| 6.  | «Can You See?»                 | 2:34         |
| 7.  | «Rainbow»                      | 1:46         |
| 8.  | «Go Meet the Seed»             | 5:51         |
| 9.  | «I Can't Get No»               | 1:58         |
| 10. | «Soda St. #1»                  | 2:38         |
| 11. | «Destroyed Fortress Reappears» | 5:23         |
| 12. | «Peanut Butter Oven»           | 2:39         |

## Участники записи
Thee Oh Sees
- Джон Дуайер — вокал, гитара
- Бриджит Доусон — вокал, клавишные
- Пити Даммит — бас-гитара
- Майк Шоун — ударные

Продюсирование
- Крис Вудхаус — запись, микширование
- Уильям Кейн — оформление
- Арчи Маккей — фотография